# Джордано Бруно (лунный кратер)
Кратер Джордано Бруно (лат. Giordano Bruno) — 22-километровый кратер на обратной стороне Луны, недалеко от северо-восточного края. Назван в честь итальянского монаха-доминиканца, философа и поэта Джордано Бруно; это название было утверждено Международным астрономическим союзом в 1961 году. Образование кратера относится к коперниковскому периоду.

## Описание кратера

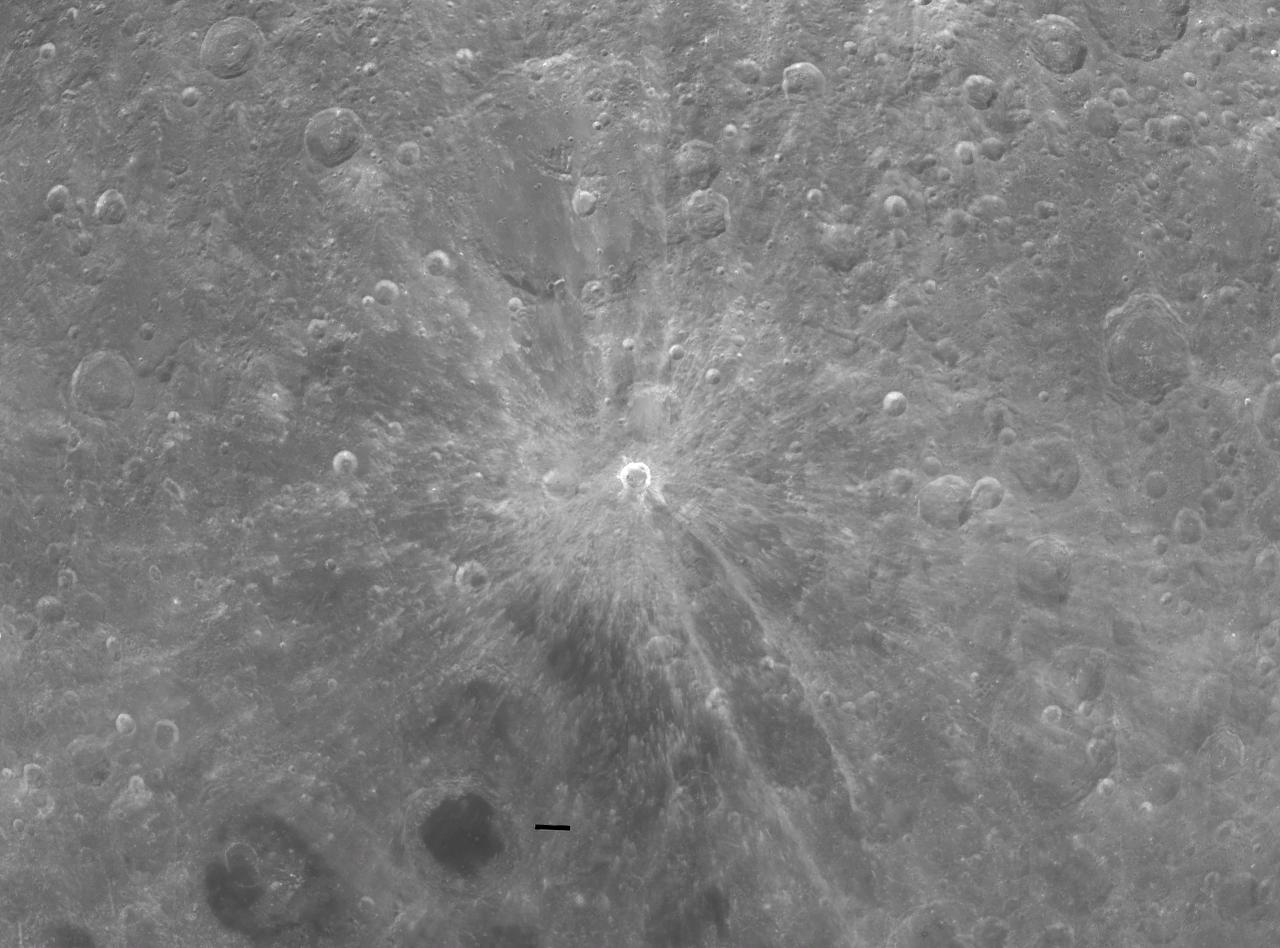

Ближайшими соседями кратера являются огромный кратер Харкеби на северо-западе, кратер Сисакян на северо-востоке, кратер Сомнер на востоке-северо-востоке, кратер Сцилард на юго-востоке и кратер Ричардсон на юго-западе. Селенографические координаты центра кратера 35°58′ с. ш. 102°53′ в. д. / 35,97° с. ш. 102,89° в. д., диаметр 22,1 км, глубина 1,8 км.
Хотя кратер и находится на обратной стороне Луны, при благоприятной либрации он доступен для наблюдения с Земли. Несмотря на достаточно небольшие размеры, кратер очень хорошо заметен, поскольку находится в центре яркой симметричной лучевой системы, и включен в список кратеров с яркой системой лучей Ассоциации лунной и планетарной астрономии (ALPO).

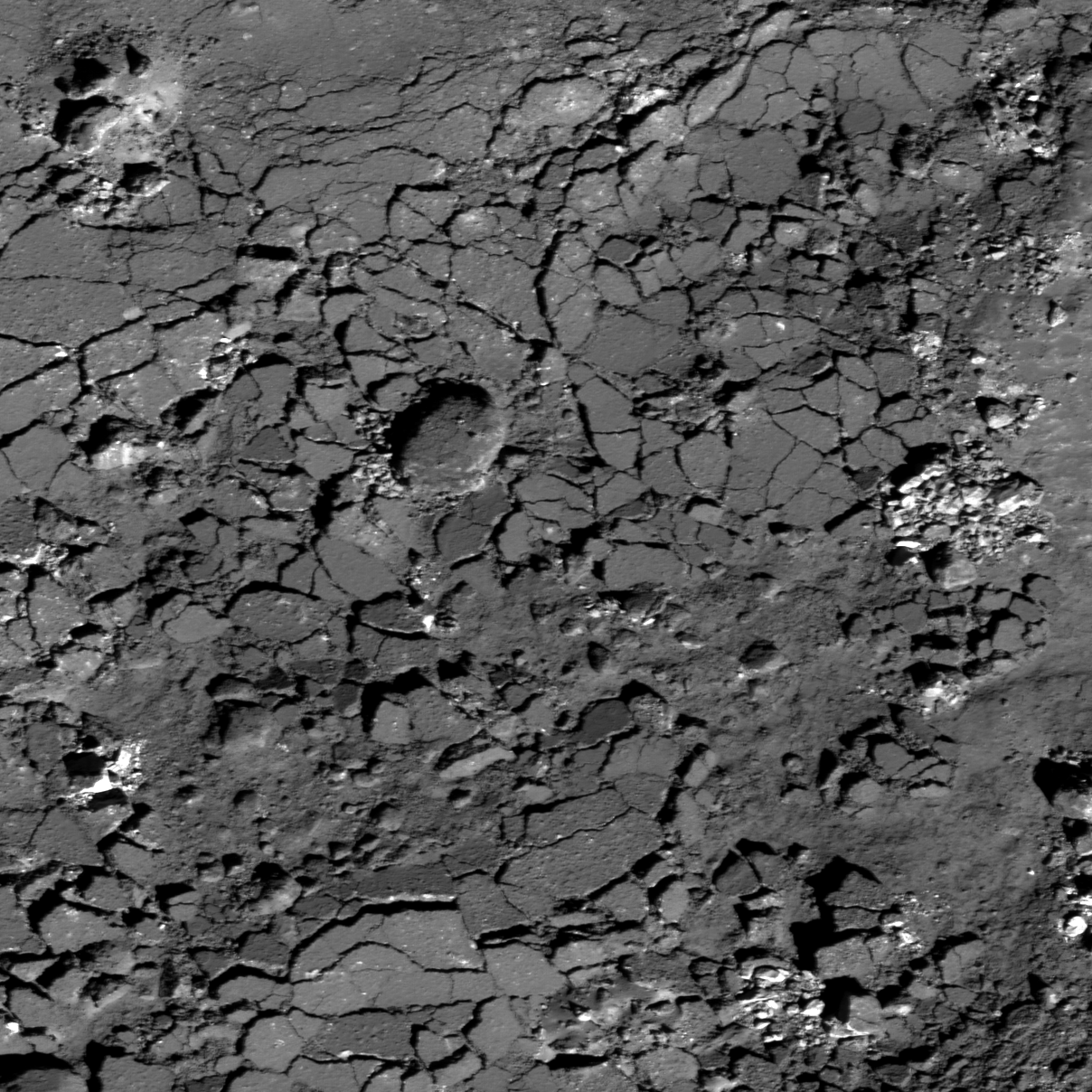
Участок западной части дна чаши кратера. Снимок Lunar Reconnaissance Orbiter.

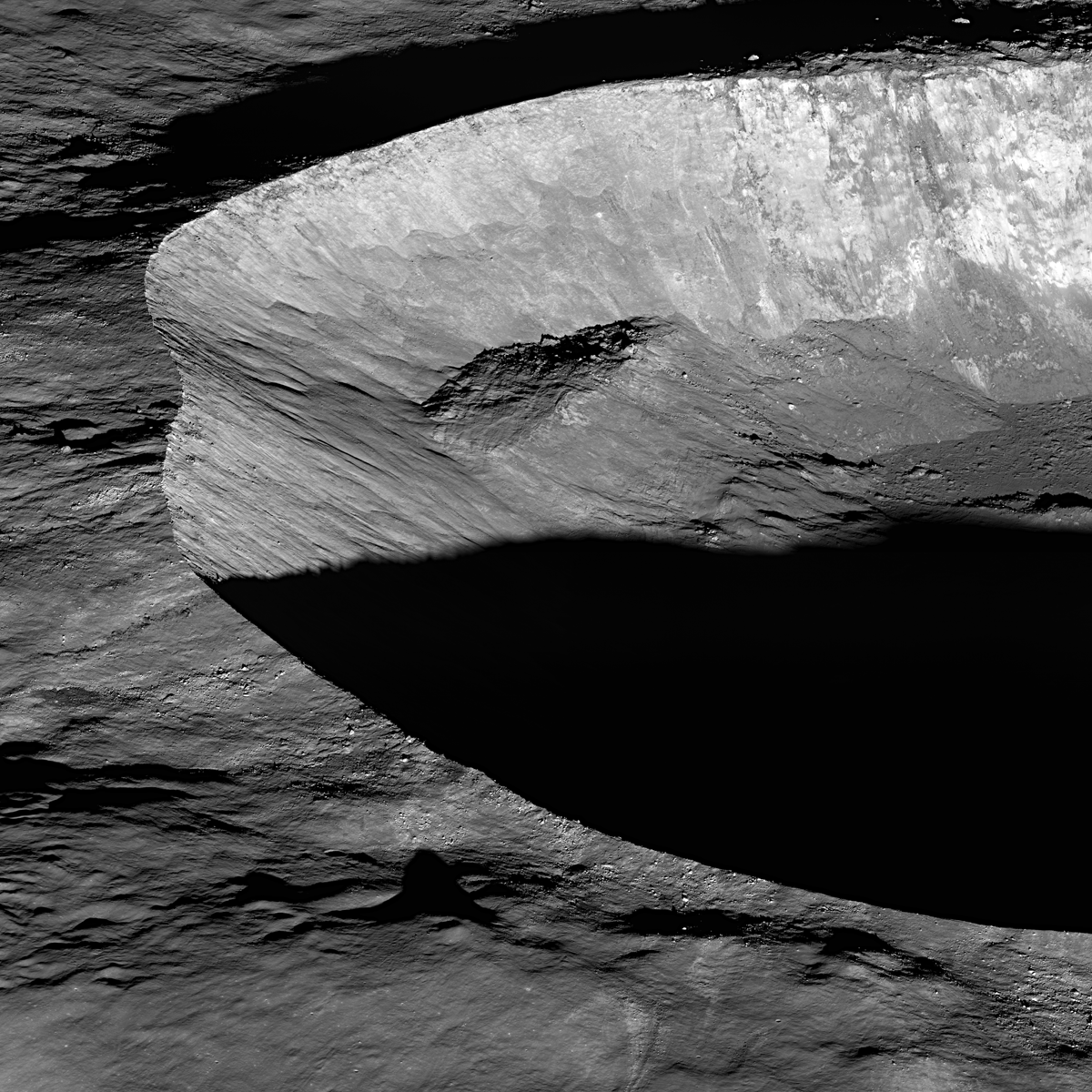
Закат над кратером Джордано Бруно. Снимок Lunar Reconnaissance Orbiter.

Лучи кратера Джордано Бруно тянутся более чем на 150 километров, достигая кратера Босс расположенного в 300 км на северо-западе, и не затемнены космической эрозией. Особенно ярок внешний обод кратера. По геологическим меркам этот кратер возник совсем недавно, возраст его оценивается менее чем в 10 миллионов лет.
Кратер имеет полигональную форму, практически не разрушен. Вал кратера с широким и гладким внутренним склоном. Высота вала над окружающей местностью составляет 810 м, объем кратера приблизительно 300 км³. Дно чаши кратера сравнительно ровное, без приметных структур.
На приведенной фотографии хорошо видна растрескавшаяся кора пород расплава, образовавшегося при формировании кратера. Средний размер блоков коры составляет около 40 метров. Небольшие яркие фрагменты породы, видимо, представляют собой валуны, скатившиеся с крутого внутреннего склона.

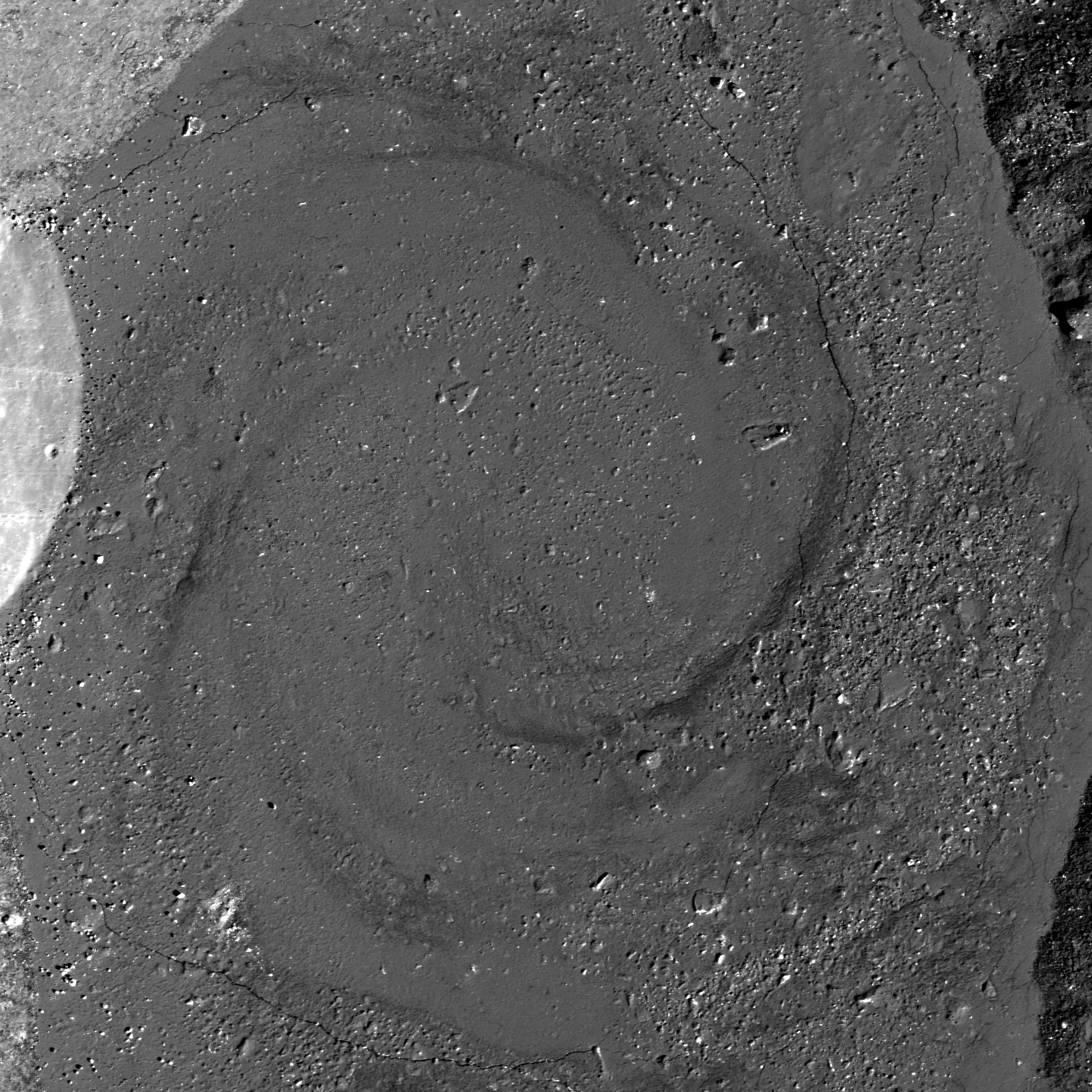
Фотография с разрешением 57 см на пиксель вихреподобного образования в западной части чаши. Снимок Lunar Reconnaissance Orbiter.

В западной части чаши кратера Джордано Бруно, у подножия его внутреннего склона, находится интересное вихреподобное образование, состоящее из темных дуг застывшей породы и покрывающей её россыпи валунов. Диаметр этой структуры приблизительно 1000 м. Считается, что подобное образование могло возникнуть при столкновении имеющих разную скорость потоков расплавленной породы (разную скорость потоки расплава могли получить из-за рельефа дна или огибания препятствий на дне). Кроме этого, обрушение пород с внутреннего склона вала могло привести в движение участок застывающего расплава пород.

## Сателлитные кратеры
Отсутствуют.

## История наблюдений
По некоторым версиям, история кратера Джордано Бруно началась в 1178 году, когда пять монахов из Кентербери сообщили летописцу аббатства, Гервасию Кентерберийскому (англ. Gervase of Canterbury), что вскоре после заката 18 июня 1178 года они видели расщепление верхнего рога Луны надвое. В 1976 году Джек Б. Хартунг, американский геофизик из Университета штата Нью-Йорк в Стоуни-Брук, предположил, что таким образом хронист описал формирование на Луне кратера Джордано Бруно. Косвенным доказательством того, что кратер Джордано Бруно был сформирован в результате этого воздействия, мог бы служить тот факт, что наблюдение монахов состоялось во время активности метеорного потока бета-Тауриды. По альтернативным версиям, монахи видели всего лишь метеор, наложившийся на диск Луны. Кратер Джордано Бруно нельзя увидеть с Земли, так как он расположен на обратной стороне Луны, но он близок к внешней границе зоны либрации, поэтому при достаточной высоте подъёма выбросов пород при образовании кратера (десятки километров) их можно было бы увидеть с Земли.